# Sheila Macintosh
Sheila Macintosh (née Speight), né en 1930,, est une championne de squash anglaise qui gagne le  British Open en 1960. Elle fut aussi finaliste en 1954, 1956, 1957, 1958 et en 1959, s’inclinant à chaque fois face à Janet Morgan.
En plus de remporter le British Open, elle gagne également le championnat féminin de hardball du  Massachusetts en 1959 et 1963 et participe au tournoi de Wimbledon en tennis.

## Palmarès

### Titres
- British Open : 1960

### Finales
- British Open : 5 finales (1954, 1956, 1957, 1958, 1959)